# 怪物猎人4
《怪物猎人4》是一款由卡普空开发并在任天堂3DS平台上发行的动作角色扮演游戏。本作是怪物猎人系列的第四款正统续作，也是该系列首次在掌机平台推出正统续作。本作最早公布于2011年的任天堂秋季发布会，并作为最后的压轴游戏作品登场。

## 游戏系統

### 主要特点
《怪物猎人4》與前作的不同之處在於其對3D圖像的高度強調。玩家在本作爬牆時的動畫相對前作更暢順，並且在不同角度觀看爬牆也不會影響動畫的流暢度。本作亦是系列中首個允許玩家爬上怪物背部和在半空中攻擊怪物的遊戲。相對前作而言，本作的狩獵場地亦大於前作。怪物在本作中懂得使用環境的優勢來攻擊玩家，令到怪物攻擊模式更多樣化。儘管本作新增了不少新元素，但在前作《怪物猎人3》中出現的水中狩獵卻在本作中被取消。遊戲中的非玩家角色數量亦是系列中最多的。本作亦支援線上多人遊戲。《怪物猎人4》開發工程的總監藤岡要指出本作的重點將會放在冒險和故事進展上，而非像前作般將重點放在狩獵上。本作亦新增了兩種武器：操蟲棍和盾斧（充能斧），以及一種怪物：黑蝕龍。另外，本作亦加入了一些曾在任天堂著名遊戲中出現的裝備，如《瑪利歐系列》和《薩爾達傳說系列》。游戏更加入其它合作方的漫画作品内容，如《ONE PIECE 航海王》的喬巴的猫服装等。

### 探索
探索任務系統是本作的新增要素。探索目标地点是「未知樹海」，分为下位跟上位（村任务通关后才可进入）。通过对小地图的出入口封闭与重新连接，探索任务生成随机地图。任務生成的裝備將會在隨機地點出現，而那些裝備的屬性能力每次都不一樣。探索任務亦會包含前作出現過的怪物材料制作而成裝備。
从野外探索中获取可以获取探索任务，并可以记录在公会任务之中。玩家可以通过网络與其他玩家交換探索任務。玩家最多能儲存50個探索任務。

## 游戏音乐
《怪物猎人4》由铃木麻里香、茅根美和子和裏谷玲央负责本作的编曲工作，「东京爱乐乐团」担当演奏。

## 發佈
於2011年任天堂遊戲發佈會上，卡普空正式宣佈他們正在開發《怪物猎人4》，並指出其平台為任天堂3DS。
於2012年12月19日，卡普空在其官方網站上貼出了一份公告。該公告指出此遊戲在日本發佈的日期將會延遲到2013年夏季，並指出「我們需要多一點時間……來提升遊戲的品質」。
于2013年2月6日，任天堂香港及任天堂溥天宣布未来将在繁体中文区的任天堂3DS上发售《怪物猎人4》的日文版。
於2013年5月30日，卡普空宣佈此遊戲的兩款特別限定版任天堂3DS LL主机將會與原版在日本同時發佈。這兩個特別版的名稱分別是「黑色黑蝕龍版本」和「白色艾路貓版本」
於2013年6月3日，卡普空宣佈此遊戲的限定版將會與原版在日本同時發佈，但只限於卡普空電子商店上發售。完整版除了包含遊戲本身，亦附加了一條黑蚀龙风格的吊帶、一个手办模型和一個特制的装入3DS的袋。
于2013年8月8日，卡普空亚洲宣布本作的繁体中文区版本将与日本同时于9月14日发售。并公布了中文说明书与中日跨区联机等细节及售价。
于2013年12月4日，卡普空宣布本作的出货量突破400万份。
2014年10月，游戏强化版《魔物獵人4G》推出。

## 游戏评价
《怪物猎人4》在2012年东京游戏展上获得由电脑娱乐供应商协会（CESA）颁发的『未来部门大赏』。
《怪物猎人4》獲日本著名游戏杂志《Fami通》給予38/40的得分，並獲頒白金殿堂獎。雖然本作在分數上不及獲得满分的上一款正统续作《魔物獵人3》，不过它仍然与同一平台的《魔物獵人3G》的分数持平。
中国大陆的游戏杂志《游戏机实用技术》给本作打出了28/30的分数评价，并获得“黄金珍藏”。

## 资料片
2014年1月26日，卡普空在『魔物獵人祭典 ’13』主题活动上宣布《怪物猎人4》的资料片《怪物猎人4G》将于2014年秋季在发售；而稍后卡普空也宣布本作在欧美发售的版本将跳过《怪物猎人4》而直接发售《怪物猎人4U》（Monster Hurter 4 Ultimate ），预计2015年初发售。官方确认在《4G》中会加入沙漠场景。